# دشت قلعه
دشت قلعه (به لاتین: Dasht Qalʽeh) یک منطقهٔ مسکونی در افغانستان است که در ولایت بامیان واقع شده‌است.